# WTA Pattaya
Das WTA Pattaya (auch: PTT Pattaya Open) war ein Damen-Tennisturnier der WTA Tour, das in der thailändischen Stadt Pattaya ausgetragen wurde.
Die Veranstaltung war ab 2009 ein Turnier der Kategorie International; von 1991 bis 2003 war sie ein Turnier der Kategorie Tier V, von 2005 bis 2008 ein Tier-IV-Turnier.

## Siegerliste

### Einzel
| Jahr                                         | Siegerin             | Finalgegnerin       | Ergebnis        |
| -------------------------------------------- | -------------------- | ------------------- | --------------- |
| ↓ Kategorie: Tier V ↓                        |                      |                     |                 |
| 1991                                         | Yayuk Basuki         | Naoko Sawamatsu     | 6:2, 6:2        |
| 1992                                         | Sabine Appelmans     | Andrea Strnadová    | 7:5, 3:6, 7:5   |
| ↓ Kategorie: Tier IV ↓                       |                      |                     |                 |
| 1993                                         | Yayuk Basuki         | Marianne Werdel     | 6:3, 6:1        |
| 1994                                         | Sabine Appelmans     | Patty Fendick       | 6:75, 7:65, 6:2 |
| 1995                                         | Barbara Paulus       | Yi Jingqian         | 6:4, 6:3        |
| 1996                                         | Ruxandra Dragomir    | Tamarine Tanasugarn | 7:6, 6:4        |
| 1997                                         | Henrieta Nagyová     | Dominique Van Roost | 7:5, 6:76, 7:5  |
| 1998                                         | Julie Halard-Decugis | Li Fang             | 6:1, 6:2        |
| ↓ Kategorie: Tier IVb ↓                      |                      |                     |                 |
| 1999                                         | Magdalena Maleewa    | Anne Kremer         | 4:6, 6:1, 6:2   |
| 2000                                         | Anne Kremer          | Tatjana Panowa      | 6:1, 6:4        |
| ↓ Kategorie: Tier V ↓                        |                      |                     |                 |
| 2001                                         | Patty Schnyder       | Henrieta Nagyová    | 6:0, 6:4        |
| 2002                                         | Angelique Widjaja    | Cho Yoon-jeong      | 6:2, 6:4        |
| 2003                                         | Henrieta Nagyová     | Ľubomíra Kurhajcová | 6:4, 6:2        |
| 2004 fand in Pattaya kein WTA-Turnier statt! |                      |                     |                 |
| ↓ Kategorie: Tier IV ↓                       |                      |                     |                 |
| 2005                                         | Conchita Martínez    | Anna-Lena Grönefeld | 6:3, 3:6, 6:3   |
| 2006                                         | Shahar Peer          | Jelena Kostanić     | 6:3, 6:1        |
| 2007                                         | Sybille Bammer       | Gisela Dulko        | 7:5, 3:6, 7:5   |
| 2008                                         | Agnieszka Radwańska  | Jill Craybas        | 6:2, 1:6, 7:64  |
| ↓ Kategorie: International ↓                 |                      |                     |                 |
| 2009                                         | Wera Swonarjowa      | Sania Mirza         | 7:5, 6:1        |
| 2010                                         | Wera Swonarjowa      | Tamarine Tanasugarn | 6:4, 6:4        |
| 2011                                         | Daniela Hantuchová   | Sara Errani         | 6:0, 6:2        |
| 2012                                         | Daniela Hantuchová   | Marija Kirilenko    | 6:74, 6:3, 6:3  |
| 2013                                         | Marija Kirilenko     | Sabine Lisicki      | 5:7, 6:1, 7:61  |
| 2014                                         | Jekaterina Makarowa  | Karolina Plíšková   | 6:3, 7:67       |
| 2015                                         | Daniela Hantuchová   | Ajla Tomljanović    | 3:6, 6:3, 6:4   |

### Doppel
| Jahr                                         | Siegerinnen                             | Finalgegnerinnen                         | Ergebnis          |
| -------------------------------------------- | --------------------------------------- | ---------------------------------------- | ----------------- |
| ↓ Kategorie: Tier V ↓                        |                                         |                                          |                   |
| 1991                                         | Nana Miyagi Suzanna Anggarkusuma        | Rika Hiraki Akemi Nishiya                | 6:1, 6:4          |
| 1992                                         | Isabelle Demongeot Natalija Medwedjewa  | Pascale Paradis-Mangon Sandrine Testud   | 6:1, 6:1          |
| ↓ Kategorie: Tier IV ↓                       |                                         |                                          |                   |
| 1993                                         | Cammy MacGregor Catherine Suire         | Patty Fendick Meredith McGrath           | 6:3, 7:63         |
| 1994                                         | Patty Fendick Meredith McGrath          | Yayuk Basuki Nana Miyagi                 | 7:60, 3:6, 6:3    |
| 1995                                         | Jill Hetherington Kristine Radford      | Kristin Godridge Nana Miyagi             | 2:6, 6:4, 6:3     |
| 1996                                         | Miho Saeki Yuka Yoshida                 | Tina Križan Nana Miyagi                  | 6:2, 6:3          |
| 1997                                         | Kristine Kunce Corina Morariu           | Florencia Labat Dominique Van Roost      | 6:3, 6:4          |
| 1998                                         | Julie Halard-Decugis Els Callens        | Rika Hiraki Aleksandra Olsza             | 3:6, 6:2, 6:2     |
| ↓ Kategorie: Tier IVb ↓                      |                                         |                                          |                   |
| 1999                                         | Åsa Carlsson Émilie Loit                | Jewgenija Kulikowskaja Patricia Wartusch | 6:1, 6:4          |
| 2000                                         | Yayuk Basuki Caroline Vis               | Tina Križan Katarina Srebotnik           | 6:3, 6:3          |
| ↓ Kategorie: Tier V ↓                        |                                         |                                          |                   |
| 2001                                         | Åsa Carlsson Iroda Toʻlaganova          | Liezel Huber Wynne Prakusya              | 4:6, 6:3, 6:3     |
| 2002                                         | Kelly Liggan Renata Voráčová            | Lina Krasnoruzkaja Tatjana Panowa        | 7:5, 7:67         |
| 2003                                         | Li Ting Sun Tiantian                    | Wynne Prakusya Angelique Widjaja         | 6:4, 6:3          |
| 2004 fand in Pattaya kein WTA-Turnier statt! |                                         |                                          |                   |
| ↓ Kategorie: Tier IV ↓                       |                                         |                                          |                   |
| 2005                                         | Marion Bartoli Anna-Lena Grönefeld      | Marta Domachowska Silvija Talaja         | 6:3, 6:2          |
| 2006                                         | Li Ting Sun Tiantian                    | Yan Zi Zheng Jie                         | 3:6, 6:1, 7:65    |
| 2007                                         | Nicole Pratt Mara Santangelo            | Chan Yung-jan Chuang Chia-jung           | 6:4, 7:64         |
| 2008                                         | Chan Yung-jan Chuang Chia-jung          | Hsieh Su-wei Vania King                  | 6:4, 6:3          |
| ↓ Kategorie: International ↓                 |                                         |                                          |                   |
| 2009                                         | Jaroslawa Schwedowa Tamarine Tanasugarn | Julija Bejhelsymer Witalija Djatschenko  | 6:3, 6:2          |
| 2010                                         | Marina Eraković Tamarine Tanasugarn     | Anna Tschakwetadse Xenia Perwak          | 7:5, 6:1          |
| 2011                                         | Sara Errani Roberta Vinci               | Sun Sheng-Nan Zheng Jie                  | 3:6, 6:3, [10:5]  |
| 2012                                         | Sania Mirza Anastasia Rodionova         | Chan Hao-ching Chan Yung-jan             | 3:6, 6:1, [10:8]  |
| 2013                                         | Kimiko Date-Krumm Casey Dellacqua       | Oqgul Omonmurodova Alexandra Panowa      | 6:3, 6:2          |
| 2014                                         | Peng Shuai Zhang Shuai                  | Alla Kudrjawzewa Anastasia Rodionova     | 3:6, 7:65, [10:6] |
| 2015                                         | Chan Hao-ching Chan Yung-jan            | Shūko Aoyama Tamarine Tanasugarn         | 2:6, 6:4, [10:3]  |